# Israel-Premier Tech/2025
Deze pagina geeft een overzicht van wielerploeg Israel-Premier Tech in 2025.

## Algemeen
Algemeen manager: Kjell Carlström
Teammanager: Steve Bauer
Ploegleiders: René Andrle, Sam Bewley, Alexander Cataford, Lahav Davidzon, Tim Elverson, Francesco Frassi, Oscar Guerrero, Daryl Impey, René Mandri, Jonathan Patrick McCarty, Rubén Plaza, Eric Van Lancker
Fietsen: Factor
Kleding: EKOÏ

## Renners
| Naam                 | Geboortedatum | Nationaliteit       | Ploeg 2024                  |
| -------------------- | ------------- | ------------------- | --------------------------- |
| Pascal Ackermann     | 17-01-1994    | Duitsland           |                             |
| George Bennett       | 07-04-1990    | Nieuw-Zeeland       |                             |
| Joseph Blackmore     | 23-02-2003    | Verenigd Koninkrijk |                             |
| Guillaume Boivin     | 25-05-1989    | Canada              |                             |
| Simon Clarke         | 18-07-1986    | Australië           |                             |
| Pier-André Côté      | 24-04-1997    | Canada              | Israel Premier Tech Academy |
| Itamar Einhorn       | 20-09-1997    | Israël              |                             |
| Marco Frigo          | 02-03-2000    | Italië              |                             |
| Chris Froome         | 20-05-1985    | Verenigd Koninkrijk |                             |
| Jakob Fuglsang *     | 22-03-1985    | Denemarken          |                             |
| Derek Gee            | 03-08-1997    | Canada              |                             |
| Jan Hirt             | 21-01-1991    | Tsjechië            | Soudal Quick-Step           |
| Hugo Hofstetter      | 13-02-1994    | Frankrijk           |                             |
| Hugo Houle           | 27-09-1990    | Canada              |                             |
| Oded Kogut           | 14-02-2001    | Israël              |                             |
| Matis Louvel         | 19-07-1999    | Frankrijk           | Arkéa-B&B Hotels            |
| Aleksej Loetsenko    | 07-09-1992    | Kazachstan          | Astana Qazaqstan            |
| Krists Neilands      | 18-08-1994    | Letland             |                             |
| Riley Pickrell       | 16-08-2001    | Canada              |                             |
| Nadav Raisberg       | 29-03-2001    | Israël              |                             |
| Matthew Riccitello   | 05-03-2002    | Verenigde Staten    |                             |
| Nick Schultz         | 13-09-1994    | Australië           |                             |
| Michael Schwarzmann  | 07-01-1991    | Duitsland           |                             |
| Riley Sheehan        | 16-06-2000    | Verenigde Staten    |                             |
| Jake Stewart         | 02-10-1999    | Verenigd Koninkrijk |                             |
| Corbin Strong        | 30-04-2000    | Nieuw-Zeeland       |                             |
| Tom Van Asbroeck     | 19-04-1990    | België              |                             |
| Floris Van Tricht ** | 23-06-2001    | België              | Israel Premier Tech Academy |
| Ethan Vernon         | 26-08-2000    | Verenigd Koninkrijk |                             |
| Stephen Williams     | 09-06-1996    | Verenigd Koninkrijk |                             |
| Michael Woods        | 12-10-1986    | Canada              |                             |

* tot 1 juni 
** vanaf 17 jullie

### Vertrokken
| Naam               | Geboortedatum | Nationaliteit       | Ploeg 2025        |
| ------------------ | ------------- | ------------------- | ----------------- |
| Mason Hollyman     | 25-06-2000    | Verenigd Koninkrijk | Sabgal / Anicolor |
| Guy Sagiv          | 05-12-1994    | Israël              | Gestopt           |
| Dylan Teuns        | 01-03-1992    | België              | Cofidis           |
| Mads Würtz Schmidt | 31-03-1994    | Denemarken          | ?                 |
| Rick Zabel         | 07-12-1993    | Duitsland           | Gestopt           |

## Overwinningen
| Nationale kampioenschappen wielrennen Canada - weg: Derek Gee Ronde van de Alpes-Maritimes Puntenklassement: Joseph Blackmore Ronde van Rwanda 2e etappe: Brady Gilmore 3e etappe: Brady Gilmore O Gran Camiño 3e etappe (ITT): Derek Gee Eindklassement: Derek Gee Bergklassement: Derek Gee Ronde van Taiwan 2e etappe: Brady Gilmore 4e etappe: Itamar Einhorn Eindklassement: Brady Gilmore Ronde van Catalonië 2e etappe: Ethan Vernon | Ronde van de Alpen 3e etappe: Marco Frigo Ploegenklassement: *1) Klassiek Duinkerke-GP van de Hauts-de-France Pascal Ackermann Vierdaagse van Duinkerke 5e etappe: Jake Stewart Critérium du Dauphiné 5e etappe: Jake Stewart Ronde van Zwitserland Ploegenklassement: *2) Ronde van Sibiu 1e etappe: Riley Pickrell 2e etappe: Matthew Riccitello Eindklassement Matthew Riccitello Bergklassement Matthew Riccitello | Ronde van Wallonië 1e etappe: Corbin Strong Eindklassement: Corbin Strong Puntenklassement: Corbin Strong Arctic Race of Norway 1e etappe: Corbin Strong Eindklassement: Corbin Strong Puntenklassement: Corbin Strong Jongerenklassement: Corbin Strong |

*1) Ploeg Ronde van de Alpen: Frigo, Froome, Fuglsang, Gee, Kretschy, Riccitello, Valent
*2) Ploeg Ronde van Zwitserland: Bennett, Blackmore, Clarke, Froome, Houle, Riccitello, Woods
Burgos-Burpellet-BH · Caja Rural-Seguros RGA · Equipo Kern Pharma · Euskaltel-Euskadi · Israel-Premier Tech · Lotto · Q36.5 Pro Cycling Team · Team Flanders-Baloise · Team Novo Nordisk · Team Polti VisitMalta · Toscana Factory Team Vini Fantini · TotalEnergies · Tudor Pro Cycling Team · Unibet Tietema Rockets · Uno-X Mobility · VF Group-Bardiani CSF-Faizanè · Wagner Bazin WB
2020 · 2021 · 2022 · 2023 · 2024 · 2025